# Said Bakkati
Said Bakkati (Groningen, 23 maart 1982) is een voormalig Nederlands-Marokkaanse profvoetballer die speelde als verdediger. Na zijn actieve carrière werd hij trainer.

## Carrière als speler
Voor hij zijn profcarrière begon, speelde hij in de jeugd elftallen van de Groningse amateurclub GVAV-Rapiditas. Daarna trok hij naar sc Heerenveen waar zijn loopbaan begon. Op 9 maart 2001 debuteerde hij voor sc Heerenveen in het betaald voetbal. Op die dag speelde Heerenveen een Eredivisie-wedstrijd bij en tegen De Graafschap die met 1–0 werd gewonnen. Bakkati kwam de volledige 90 minuten in actie. In zijn eerste seizoen voor Heerenveen speelde hij 3 wedstrijden. Het daaropvolgende seizoen mocht Bakkati met Heerenveen deelnemen aan de UEFA Intertoto Cup. Hij kwam in de vier wedstrijden die Heerenveen speelde in deze Intertoto Cup allemaal in actie. Het Zwitserse FC Basel was hierin uiteindelijk te sterk voor de Friezen. Ook in de Eredivisie werd er door trainer Foppe de Haan vaker een beroep op Bakkati gedaan. Zo speelde hij in zijn tweede seizoen voor Heerenveen 17 wedstrijden in de Eredivisie. In 2003 bereikte hij vervolgens de finale van diezelfde Intertoto Cup met Heerenveen waarin het Spaanse Villarreal CF over twee wedstrijden te sterk was. Tijdens het seizoen 2004/05 speelde hij met Heerenveen in de groepsfase van de UEFA Cup. Door een blessure moest hij de eerste wedstrijden in de groepsfase missen. Zijn debuut in de UEFA Cup maakte hij in de derde wedstrijd van Heerenveen tegen VfB Stuttgart.
In de winterstop van het seizoen 2005/06 liet hij Heerenveen na 5,5 seizoenen achter zich en tekende hij een contract bij ADO Den Haag. Op 29 januari 2006 debuteerde hij in het shirt van ADO Den Haag in de Eredivisie-wedstrijd tegen PSV. ADO verloor deze wedstrijd, waarin Bakkati 90 minuten speelde, met 2–0. Met ADO degradeerde hij in het seizoen 2006/07 uit de Eredivisie. ADO besloot na de degradatie het contract van Bakkati niet te verlengen.
Nadat zijn contract bij ADO niet verlengd werd ging hij op zoek naar een nieuwe club. Halverwege augustus 2007 tekende hij een tweejarig contract bij Go Ahead Eagles uit Deventer. Bij Go Ahead moest hij voornamelijk genoegen nemen met een rol als invaller. Na afloop van het seizoen 2008/09 vertrok hij transfervrij uit Deventer en tekende hij een contract bij de aartsrivaal FC Zwolle! Met Zwolle werd hij in het seizoen 2011/12 kampioen van de Eerste Divisie waarmee hij zijn eerste hoofdprijs won in zijn loopbaan.
Met een kampioenschap op zak verliet hij Zwolle nadat zijn aflopende contract niet werd verlengd. Hij maakte hierna transfervrij de overstap naar FC Emmen waar hij in mei 2012 een tweejarig contract tekende. Hij maakte op 10 augustus 2012 zijn debuut voor FC Emmen in een uitduel tegen FC Dordrecht (1–1 gelijkspel). Toen na afloop van het seizoen 2013/14 zijn contract afliep tekende hij een nieuw contract voor een seizoen en ging hij tevens de jeugd van FC Emmen trainen. In de competitiewedstrijd tegen MVV Maastricht op 18 oktober 2014 (6–0 winst) scoorde hij zijn aller eerste doelpunt in het betaald voetbal. Bakkati was na 54 minuten spelen verantwoordelijk voor de 4–0. Na afloop van het seizoen 2014/15 stopte hij als profvoetballer en werd hij assistent-trainer bij Jong Ajax. Zijn laatste wedstrijd speelde hij op 8 mei 2015 tegen Roda JC. Emmen won deze wedstrijd met 3–1.

## Interlandcarrière

### Nederland
Door zijn dubbele nationaliteit kon Bakkati zowel uitkomen voor het Nederlands voetbalelftal als voor het Marokkaans voetbalelftal. Hij speelde in 2001 en 2002 in drie vriendschappelijke wedstrijden voor het Nederlands voetbalelftal onder 21.

### Marokko
Op 21 december 2004 werd Bakkati geselecteerd voor een trainingskamp van het nationale elftal van Marokko in Madrid. Hij zou echter niet debuteren.

## Carrièrestatistieken
| Seizoen         | Club            |                    | Competitie      | Competitie | Competitie | Beker | Beker | Internationaal1 | Internationaal1 | Overig2 | Overig2 | Totaal | Totaal |
| Seizoen         | Club            | Wed.               | Competitie      | Dlp.       | Wed.       | Dlp.  | Wed.  | Dlp.            | Wed.            | Dlp.    | Wed.    | Dlp.   |        |
| --------------- | --------------- | ------------------ | --------------- | ---------- | ---------- | ----- | ----- | --------------- | --------------- | ------- | ------- | ------ | ------ |
| 2000/01         | sc Heerenveen   | Vlag van Nederland | Eredivisie      | 3          | 0          | 0     | 0     | 0               | 0               | —       | —       | 3      | 0      |
| 2001/02         | sc Heerenveen   | Vlag van Nederland | Eredivisie      | 17         | 0          | 1     | 0     | 4               | 0               | —       | —       | 22     | 0      |
| 2002/03         | sc Heerenveen   | Vlag van Nederland | Eredivisie      | 14         | 0          | 1     | 0     | 0               | 0               | —       | —       | 15     | 0      |
| 2003/04         | sc Heerenveen   | Vlag van Nederland | Eredivisie      | 25         | 0          | 4     | 0     | 5               | 0               | —       | —       | 34     | 0      |
| 2004/05         | sc Heerenveen   | Vlag van Nederland | Eredivisie      | 19         | 0          | 1     | 0     | 4               | 0               | —       | —       | 24     | 0      |
| 2005/06         | sc Heerenveen   | Vlag van Nederland | Eredivisie      | 8          | 0          | 0     | 0     | 1               | 0               | —       | —       | 9      | 0      |
| Club totaal     | Club totaal     | Club totaal        | Club totaal     | 86         | 0          | 7     | 0     | 14              | 0               | 0       | 0       | 107    | 0      |
| 2005/06         | ADO Den Haag    | Vlag van Nederland | Eredivisie      | 13         | 0          | 0     | 0     | —               | —               | —       | —       | 13     | 0      |
| 2006/07         | ADO Den Haag    | Vlag van Nederland | Eredivisie      | 19         | 0          | 1     | 0     | —               | —               | —       | —       | 20     | 0      |
| Club totaal     | Club totaal     | Club totaal        | Club totaal     | 32         | 0          | 1     | 0     | 0               | 0               | 0       | 0       | 33     | 0      |
| 2007/08         | Go Ahead Eagles | Vlag van Nederland | Eerste divisie  | 26         | 0          | ?     | ?     | —               | —               | 2       | 0       | 28     | 0      |
| 2008/09         | Go Ahead Eagles | Vlag van Nederland | Eerste divisie  | 15         | 0          | 1     | 0     | —               | —               | —       | —       | 16     | 0      |
| Club totaal     | Club totaal     | Club totaal        | Club totaal     | 41         | 0          | 1     | 0     | 0               | 0               | 2       | 0       | 44     | 0      |
| 2009/10         | FC Zwolle       | Vlag van Nederland | Eerste divisie  | 25         | 0          | 2     | 0     | —               | —               | 2       | 0       | 29     | 0      |
| 2010/11         | FC Zwolle       | Vlag van Nederland | Eerste divisie  | 26         | 0          | 2     | 0     | —               | —               | 4       | 0       | 32     | 0      |
| 2011/12         | FC Zwolle       | Vlag van Nederland | Eerste divisie  | 19         | 0          | 1     | 0     | —               | —               | —       | —       | 20     | 0      |
| Club totaal     | Club totaal     | Club totaal        | Club totaal     | 70         | 0          | 5     | 0     | 0               | 0               | 6       | 0       | 81     | 0      |
| 2012/13         | FC Emmen        | Vlag van Nederland | Eerste divisie  | 26         | 0          | 2     | 0     | —               | —               | —       | —       | 28     | 0      |
| 2013/14         | FC Emmen        | Vlag van Nederland | Eerste divisie  | 13         | 0          | 2     | 0     | —               | —               | —       | —       | 15     | 0      |
| 2014/15         | FC Emmen        | Vlag van Nederland | Eerste divisie  | 37         | 1          | 2     | 0     | —               | —               | —       | —       | 39     | 1      |
| Club totaal     | Club totaal     | Club totaal        | Club totaal     | 76         | 1          | 6     | 0     | 0               | 0               | 0       | 0       | 82     | 0      |
| Carrière totaal | Carrière totaal | Carrière totaal    | Carrière totaal | 305        | 1          | 20    | 0     | 14              | 0               | 8       | 0       | 347    | 1      |

## Carrière als trainer
In april 2014 kreeg Bakkati te horen dat zijn contract bij FC Emmen niet zou worden verlengd. Twee maanden later kwam Bakkati toch tot overeenstemming met de club. Hij zou nog een jaar voetbal spelen en naast zijn rol als speler bij het eerste elftal, ging hij ook de C1 van Emmen coachen en trainen.
Op 23 april 2015 tekende Bakkati een eenjarig contract bij AFC Ajax om daar vanaf het seizoen 2015/16 assistent-trainer te worden van coaches Andries Ulderink en Jaap Stam bij Jong Ajax. Bakkati kende Stam nog uit hun gezamenlijke periode bij PEC Zwolle, waar Stam toen ter tijd assistent-trainer was. Hierna vervolgde hij zijn loopbaan in het kielzog van Stam. Hij was tussen 2016 assistent-trainer van Reading FC onder Stam en volgde hem later naar PEC Zwolle en Feyenoord. Toen Jaap Stam op 28 Oktober 2019 ontslagen werd bij Feyenoord, bleef Bakkati aan als assistent van opvolger Dick Advocaat. Op 12 Juni 2020 volgde hij Jaap Stam naar FC Cincinnati, waar hij in September 2021 ontslagen werd. Eind november 2022 werd hij wederom assistent van Dick Advocaat bij ADO Den Haag.
Met ingang van 1 juli 2023 wordt Bakkati assistent-trainer van Maurice Steijn bij Ajax. Hij tekende een contract tot en met 30 juni 2026.

### Overzicht
| Periode   | Club          | Competitie          | Functie           |
| --------- | ------------- | ------------------- | ----------------- |
| 2014–2015 | FC Emmen      |                     | Jeugdtrainer      |
| 2015–2016 | Jong Ajax     | Eerste divisie      | Assistent-trainer |
| 2016–2018 | Reading       | Championship        | Assistent-trainer |
| 2019      | PEC Zwolle    | Eredivisie          | Assistent-trainer |
| 2019–2020 | Feyenoord     | Eredivisie          | Assistent-trainer |
| 2020–2021 | FC Cincinnati | Major League Soccer | Assistent-trainer |
| 2022–2023 | ADO Den Haag  | Eerste divisie      | Assistent-trainer |
| 2023-2024 | AFC Ajax      | Eredivisie          | Assistent-trainer |

## Erelijst

### Als speler

#### MetFC Zwolle
| Nationaal               |    |         |
| Kampioen Eerste Divisie | 1x | 2011/12 |